# Louvatange
Louvatange település Franciaországban, Jura megyében. Lakosainak száma 110 fő (2022. január 1.). Louvatange Romain, Dampierre, Gendrey, Ranchot és Monteplain községekkel határos.

## Népesség
A település népességének változása:
| Lakosok száma | 101  | 100  | 105  | 97   | 95   | 94   | 95   | 101  | 110  |
|               | 2013 | 2015 | 2016 | 2017 | 2018 | 2019 | 2020 | 2021 | 2022 |